# Blues Project
Blues Project war eine US-amerikanische Bluesband, die 1964 von Danny Kalb gegründet wurde.

## Geschichte
Neben Kalb (Gitarre) waren die weiteren Mitglieder Al Kooper (Keyboards), Steve Katz (Gitarre), Andy Kulberg (Bass), Roy Blumenfeld (Schlagzeug) und Tom Flanders (Gesang).
Die Gruppe verknüpfte gekonnt Blues, Folk und Jazz. Während allerdings in Großbritannien bereits in den 1950er Jahren  – vorangetrieben von Musikern wie Alexis Korner und Cyril Davies – ein Blues-Revival eingesetzt hatte, war Amerika noch nicht so weit, so dass der kommerzielle Erfolg ausblieb.
Flanders verließ die Gruppe bereits 1965, Kooper und Katz gingen 1967, um Blood, Sweat & Tears zu gründen. Kalb verschwand unter mysteriösen Umständen und wurde von seinen Freunden per Zeitungsanzeige gesucht.
1968 gab das Blues Project sein Abschiedskonzert in der Besetzung Andy Kulberg (Querflöte), John Gregory (Bass, Gesang), Richard Greene (Violine), Donald Kretmar (Saxofon), Roy Blumenfeld (Schlagzeug). Danach trat die Gruppe unter dem Namen Seatrain auf.
Ab 1971 gab es Reunion-Auftritte und neue Aufnahmen des Blues Projects.
2001 nahmen sie für die Neuauflage des Albums I Ain’t Marching Anymore von Phil Ochs eine elektrische Version des Songs I Ain't Marching Any More auf.

## Diskografie
- Live at the Cafe au Go Go (1966)
- Projections (1966)
- Live at Town Hall (1967)
- Planned Obsolescence (1968)
- Lazarus (1971)
- The Blues Project (1972)
- Reunion in Central Park (1973)
- Best of the Blues Project (1989)
- Chronicles (1996)